# Julhög
Julhög tillhörde förr julbordet. Det var koniska staplar av ett antal nybakta bröd (ca 5-10 st), krönta av någon godsak, exempelvis ostbit, korv eller äpple. Ofta fick var och en i hushållet sin egen julhög, som skulle räcka under helgen. Ibland var det endast en stor gemensam julhög på julbordet. 
Traditionen har varit ovanlig under 1900-talet. Vid inventeringar som gjordes på 1930-talet kunde äldre personer, födda på 1840-talet, berätta om julhögar från sin barndoms jultraditioner. Men traditionen var redan vid mitten av 1800-talet i upplösning, även om man i vissa fall hade hållit fast vid den. 
Seden har visats på museer, exempelvis varje jul på Delsbogården på Skansen. Detta kan ha inspirerat till att seden blivit allt mer populär och återkommit under senare decennier.
Bröden kunde vara bakade av olika sädesslag, även om rågbröd dominerade.